# 2006年の出版
2006年の出版（2006ねんのしゅっぱん）は、2006年の出版に関するできごとについてまとめた記事である。

## 1月
- 1月15日 - ライトノベル系の「GA文庫」（ソフトバンククリエイティブ）創刊

## 2月
- 2月8日 - 「だいわ文庫」（大和書房）創刊。
- 2月28日 - コンピュータ雑誌『ASAHIパソコン』（朝日新聞社）休刊（最終号は3月15日号）。

## 3月
- 3月16日 -「ソフトバンク新書」（ソフトバンククリエイティブ）創刊
- 3月18日 - コンピュータ雑誌『C MAGAZINE』（ソフトバンククリエイティブ）休刊（最終号は2006年4月号）。
- 3月29日 - コンピュータ雑誌『インターネットマガジン』（インプレス）休刊。
- 3月31日 - 自費出版大手の碧天舎倒産。

## 4月
- 4月5日 - ビブロス倒産。
- 4月12日 - コミック誌「月刊少年ブラッド」（ソフトバンククリエイティブ）創刊。
- 4月17日 - ぶんか社の女性誌「ジェリー」を創刊。[1]

## 5月
- 5月17日 - J・K・ローリング『ハリー・ポッターと謎のプリンス』（静山社）発売（初版200万部）。

## 6月
- 6月24日 - テレビ情報誌『月刊ザハイビジョン』（角川ザテレビジョン）創刊。
- 6月27日 - コミック誌「月刊コミックアライブ」（メディアファクトリー）創刊。
- 6月30日 - 「コンプH's」（角川書店）創刊。

## 7月
- 7月1日 - ライトノベル系の「HJ文庫」（ホビージャパン）創刊。
- 7月18日 - コンピュータ雑誌『月刊アスキー』（アスキー）休刊。
- 7月19日 - コミック誌「月刊少年ファング」（リイド社）創刊。

## 9月
- 9月1日 - 「中経の文庫」（中経出版）創刊。
- 9月1日 - 旅行雑誌『るるぶじゃぱん』（JTBパブリッシング）休刊（最終号は2006年10月号（101号））。
- 9月6日 - 雑誌『Tom Sawyer World』（ワールドフォトプレス）創刊。
- 9月10日 - コミック誌『月刊COMICリュウ』（徳間書店）復刊（新装刊）。
- 9月13日 - 男性誌『KING』（講談社）創刊。
- 9月15日 - 坂東眞理子の『女性の品格』（PHP新書）が発売される[2]。同書はトーハン発表の「2007年年間ベストセラー」総合1位を記録した[3]。

## 10月
- 10月13日 - 「朝日新書」（朝日新聞社）創刊。
- 10月17日 - 科学系の「サイエンス・アイ新書」（ソフトバンククリエイティブ）創刊。
- 10月24日 - 雑誌『月刊アスキー』（アスキー）復刊。

## 11月
- 11月1日 - フリーペーパー『L25』（リクルート）創刊。
- 11月1日 - 雑誌『月刊天文』（地人書館）休刊。
- 11月24日 - コンピュータ雑誌『Linux World』（IDGジャパン）休刊。
- 11月27日 - アポロコミュケーショングループが民事再生法申請。
- 11月30日 - インプレス、山と渓谷社を子会社化。
- 11月30日 - 「幻冬舎新書」（幻冬舎）創刊。

## 12月
- 12月7日 - 雑誌『yom yom』（新潮社）創刊。
- 12月8日 - コンピュータ雑誌『オープンソースマガジン』（ソフトバンククリエイティブ）休刊（最終号は2007年1月号）。
- 12月9日 - 少女コミック誌「comic SYLPH」（メディアワークス）創刊。
- 12月26日 - コミック誌「チャンピオンRED いちご」（秋田書店）創刊。

* 特記した場合を除き、創刊、休刊・廃刊、復刊の日付は、それぞれ創刊号、最終号、復刊号の発売日である。